# Кальдонаццо
Кальдонаццо (італ. Caldonazzo, вен. Caldonazo) — муніципалітет в Італії, у регіоні Трентіно-Альто-Адідже,  провінція Тренто.
Кальдонаццо розташоване на відстані близько 470 км на північ від Рима, 14 км на південний схід від Тренто.
Населення — 3554 особи (2014). Щорічний фестиваль відбувається 6 серпня. Покровитель — San Sisto II.

## Демографія
Населення за роками:

Станом на 1 січня 2023 року в муніципалітеті офіційно проживали 152 іноземці з 32 країн, серед них 55 громадян країн Євросоюзу та 16 громадян України.

## Сусідні муніципалітети
- Бозентіно
- Кальчераніка-аль-Лаго
- Чента-Сан-Ніколо
- Фольгарія
- Лавароне
- Левіко-Терме
- Лузерна
- Перджине-Вальсугана
- Тенна